# Neopetrobia hirta
Neopetrobia hirta är en spindeldjursart som beskrevs av Meyer 1974. Neopetrobia hirta ingår i släktet Neopetrobia och familjen Tetranychidae. Inga underarter finns listade i Catalogue of Life.